# Armand Massard
Armand Massard (n. 1 decembrie 1884, Paris, Île-de-France, Franța – d. 8 aprilie 1971, Paris, Région parisienne, Franța) a fost un scrimer francez, medaliat olimpic. A participat la 3 ediții ale Jocurilor Olimpice (1920, 1924, 1928) în care a câștigat o medalie de aur și o medalie de bronz.